# Mohammad Ali Sadschādi

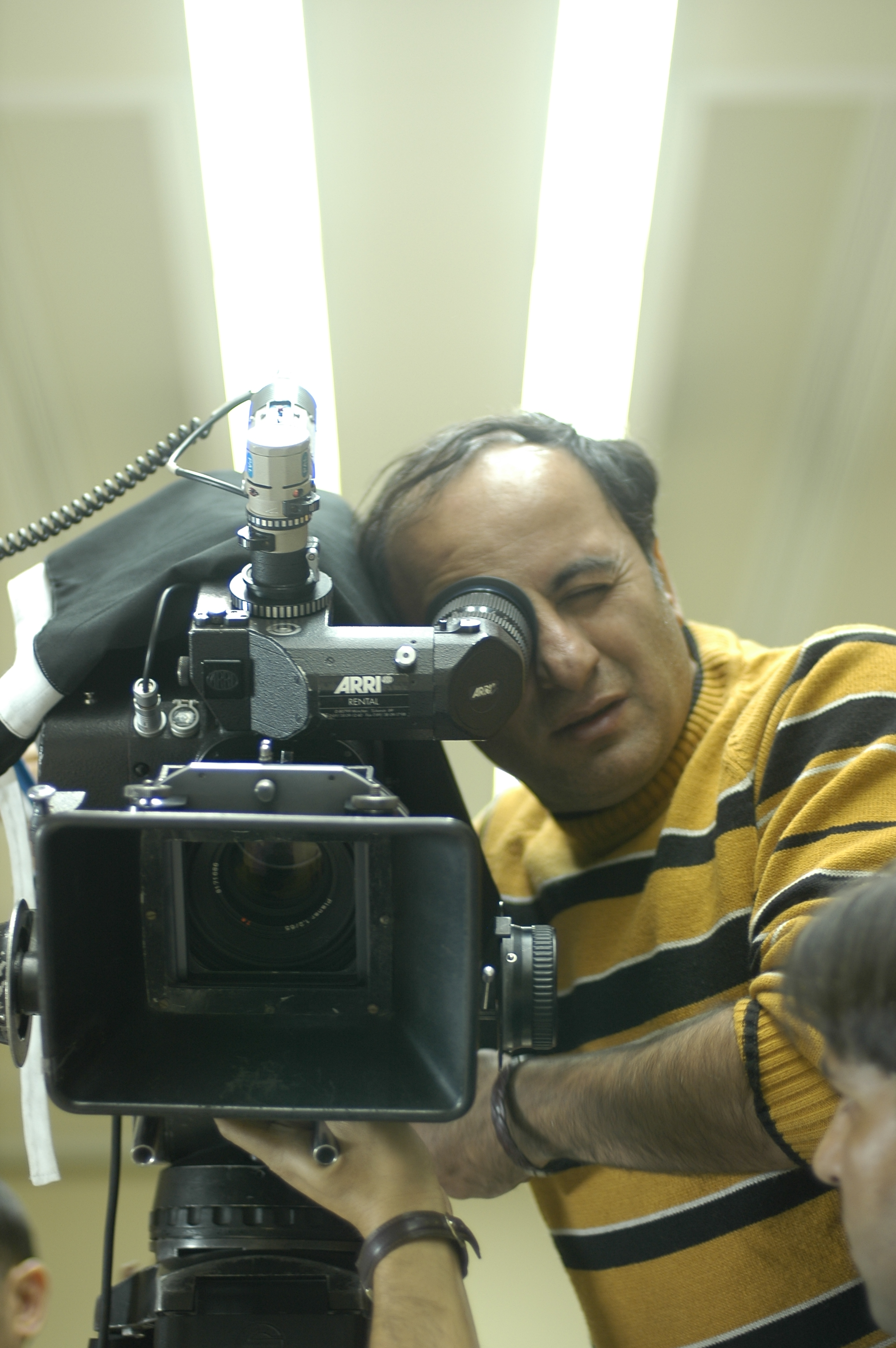
Mohammad Ali Sadjadi (2006)

Mohammad Ali Sadschādi (persisch محمد علی سجادی, DMG Muhammad ʿAlī Saǧādī; * 1957 in der Provinz Mazandaran, Iran) ist ein iranischer Künstler.
Er ist Regisseur, Schriftsteller und Dichter. Seinen ersten Kinofilm drehte er im Alter von 26 Jahren. Die meisten seiner Filme sind in den Genres Kriminalfilm und Psychothriller angesiedelt.

## Filmografie
- 1981: Jadde
- 1983: Bazjooyi-e yek jenayat
- 1987: Gomshodegan
- 1987: Ganj
- 1988: Chon baad
- 1990: Gozal
- 1992: Afsaneye mah-palang
- 2000: Shifteh
- 2001: Rang-e shab
- 2002: Asiri
- 2004: Jenayat